# Metalomika
Metalomika je interdisciplinární vědní obor pro systematické studium metalomů, interakcí a funkčních spojení kovů a jejich specií s geny, proteiny, metabolity a ostatními biomolekulami v živých organizmech a ekosystémech. Je to nový název pro část bioanorganické chemie. Obor se obsahově podobá genomice a proteomice.
Souhrn kovů a polokovových iontů v živých systémech je definován jako metalom. Patří sem anorganické, organické specie a proteinové komplexy. Tyto prvně je zavedli R. J. P. Williams a H. Naguchi . Metalomika zahrnuje rozdílné typy informací, od identifikace jednotlivých kovových specií až k určení jejich koncentrací. Změny metalomu jako funkce času a vystavení vnějším podnětům sleduje srovnávací metalomika. Získaná data z výzkumu metalomu nás informují o tom, jak je prvek (kov či polokov) rozložen mezi buněčnými složkami daného typu buňky, o jeho koordinačním okolí, ve které biomolekule je kovový ion začleněn nebo kterým bioligandem je komplexovaný a o koncentraci jednotlivých přítomných druhů. 